# Bernard Richards Manufacture
Pour les articles homonymes, voir BRM.
Bernard Richards Manufacture (BRM), fondée en 2003 par Bernard Richards, est une marque d’horlogerie française de luxe.

## Historique

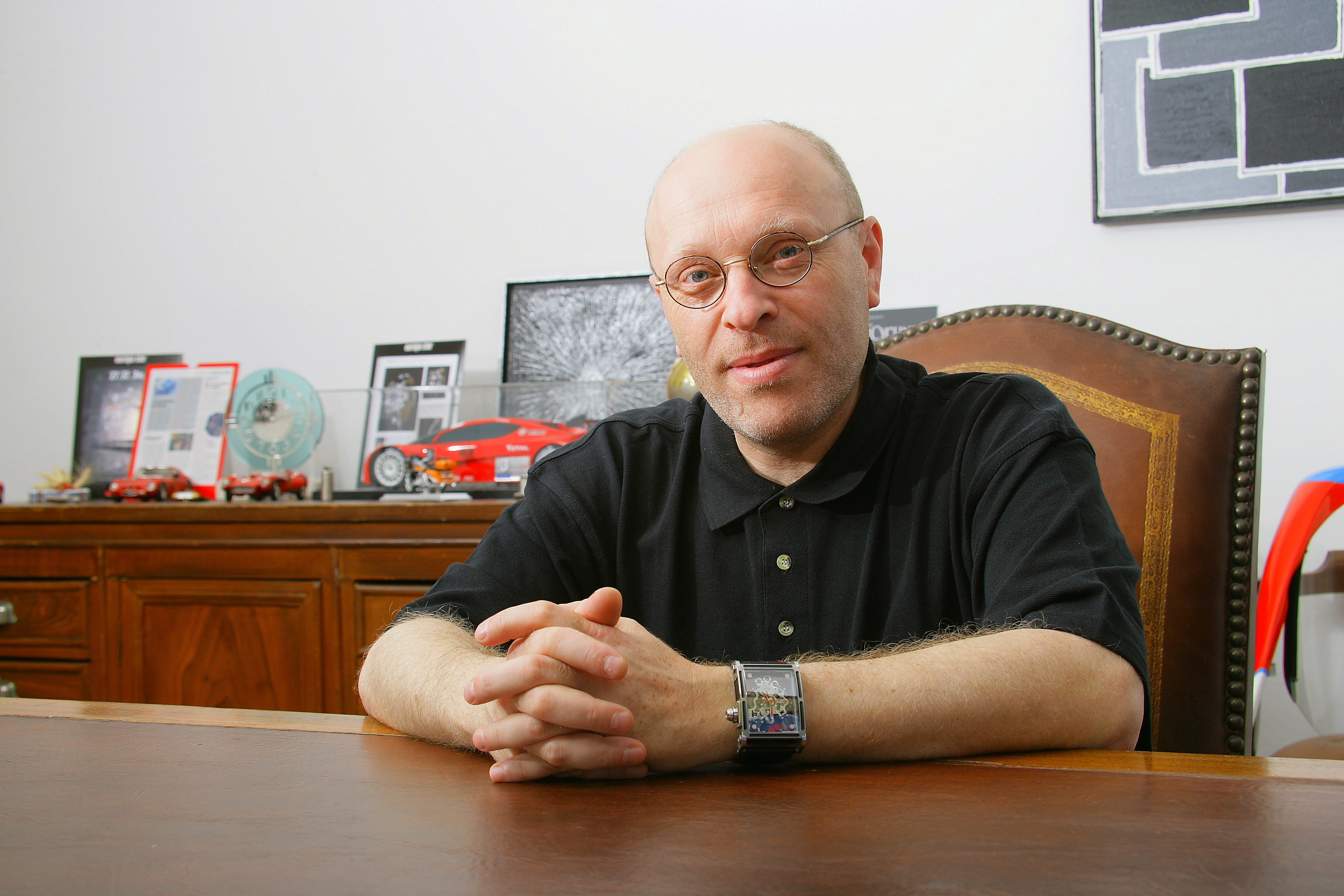
Bernard Richards, fondateur de BRM

Bernard Richards, né à Paris en 1958, rejoint l’École d'horlogerie de Paris en 1974. Il s’oriente ensuite vers l’École de Micromécanique de Paris en 1976 puis en 1978 intègre l'Institut National de Gemmologie de Paris.
Huit ans plus tard, il fonde la société Bernard Richards, spécialisée dans l’usinage de composants pour l’industrie de luxe, puis lance BRM (Bernard Richards Manufacture) en 2003.  
En 2005, la manufacture s'agrandit et déménage dans le Vexin, son siège aujourd'hui,[source insuffisante]. 
B.R.M est une marque d’horlogerie française de luxe. Elle propose des modèles configurables au design inspiré des sport mécaniques,. BRM s'est associé à DS Automobiles en 2016, pour la montre arborée par la DS E-Tense, avec le modèle Record TB qui reprend la couleur verte du concept électrique.